# Mariam Soré
Pour les articles homonymes, voir Soré.
 (mars 2022).
La mise en forme du texte ne suit pas les recommandations de Wikipédia : il faut le « wikifier ».
Les points d'amélioration suivants sont les cas les plus fréquents :
- Les titres sont pré-formatés par le logiciel. Ils ne sont ni en capitales, ni en gras.
- Le texte ne doit pas être écrit en capitales (les noms de famille non plus), ni en gras, ni en italique, ni en « petit »…
- Le gras n'est utilisé que pour surligner le titre de l'article dans l'introduction, une seule fois.
- L'italique est rarement utilisé : mots en langue étrangère, titres d'œuvres, noms de bateaux, etc.
- Les citations ne sont pas en italique mais en corps de texte normal. Elles sont entourées par des guillemets français : « et ».
- Les listes à puces sont à éviter, des paragraphes rédigés étant largement préférés. Les tableaux sont à réserver à la présentation de données structurées (résultats, etc.).
- Les appels de note de bas de page (petits chiffres en exposant, introduits par l'outil «  Source ») sont à placer entre la fin de phrase et le point final[comme ça].
- Les liens internes (vers d'autres articles de Wikipédia) sont à choisir avec parcimonie. Créez des liens vers des articles approfondissant le sujet. Les termes génériques sans rapport avec le sujet sont à éviter, ainsi que les répétitions de liens vers un même terme.
- Les liens externes sont à placer uniquement dans une section « Liens externes », à la fin de l'article. Ces liens sont à choisir avec parcimonie suivant les règles définies. Si un lien sert de source à l'article, son insertion dans le texte est à faire par les notes de bas de page.
- La présentation des références doit suivre les conventions bibliographiques. Il est recommandé d'utiliser les modèles {{Ouvrage}}, {{Chapitre}}, {{Article}}, {{Lien web}} et/ou {{Bibliographie}}. Le mode d'édition visuel peut mettre en forme automatiquement les références.
- Insérer une infobox (cadre d'informations à droite) n'est pas obligatoire pour parachever la mise en page.

Pour une aide détaillée, merci de consulter Aide:Wikification.
Si vous pensez que ces points ont été résolus, vous pouvez retirer ce bandeau et améliorer la mise en forme d'un autre article.
Mariam Soré alias MamySor née le 3 juin 1986 à Ouagadougou est une styliste burkinabè. Elle allie ses créations aux causes sociales telles que la lutte contre l’excision et les violences basées sur le genre.

## Biographie
Mariam Soré est une passionnée de la mode depuis l'enfance. Elle est bercée dans les créations par son grand père couturier d’origine sénégalaise. Cette passion pour la mode s’intensifie après son installation à Abidjan en Côte d’Ivoire avec la création d’une marque de prêt à porter d’inspiration africaine. Son objectif étant de valoriser le made in africain  par la promotion des matières tissées tels que le Faso Danfani , le pagne baoulé, le pagne kita et bien d’autres pagnes et textiles africaine.
Mariam Soré habille ainsi des artistes de renommés tels que A'Salfo de Magic System. Elle participe à des défilés dans des pays africains et en France avec d’autres stylistes comme Pathé'O, Alphadi. Engagée pour le bien être de la femme, elle met en place l’initiative « mamysor for a cause » qui a caractère sociale dans le but de lutter contre toute forme de violences sur les femmes.

## Travail
2016 : MamySor Fashion For A cause, a travers un défilé de mode collecte des dons  pour les détenus femmes et enfants de la maison d’arrêt et de correction du Burkina ( Maco)
2017: MamySor Fashion For A cause voit la participation de plusieurs stylistes internationaux et nationaux pour un défilé de mode  avec à la clef la sensibilisation sur la nécessité d'une chirurgie réparatrice pour les femmes victimes de l'excision
2018: MamySor Fashion For A cause avec la participation de styliste internationaux défilé de mode et collecte de dons pour offrir des métiers à tisser aux femmes du milieu rural.